# Corriente de Mindanao

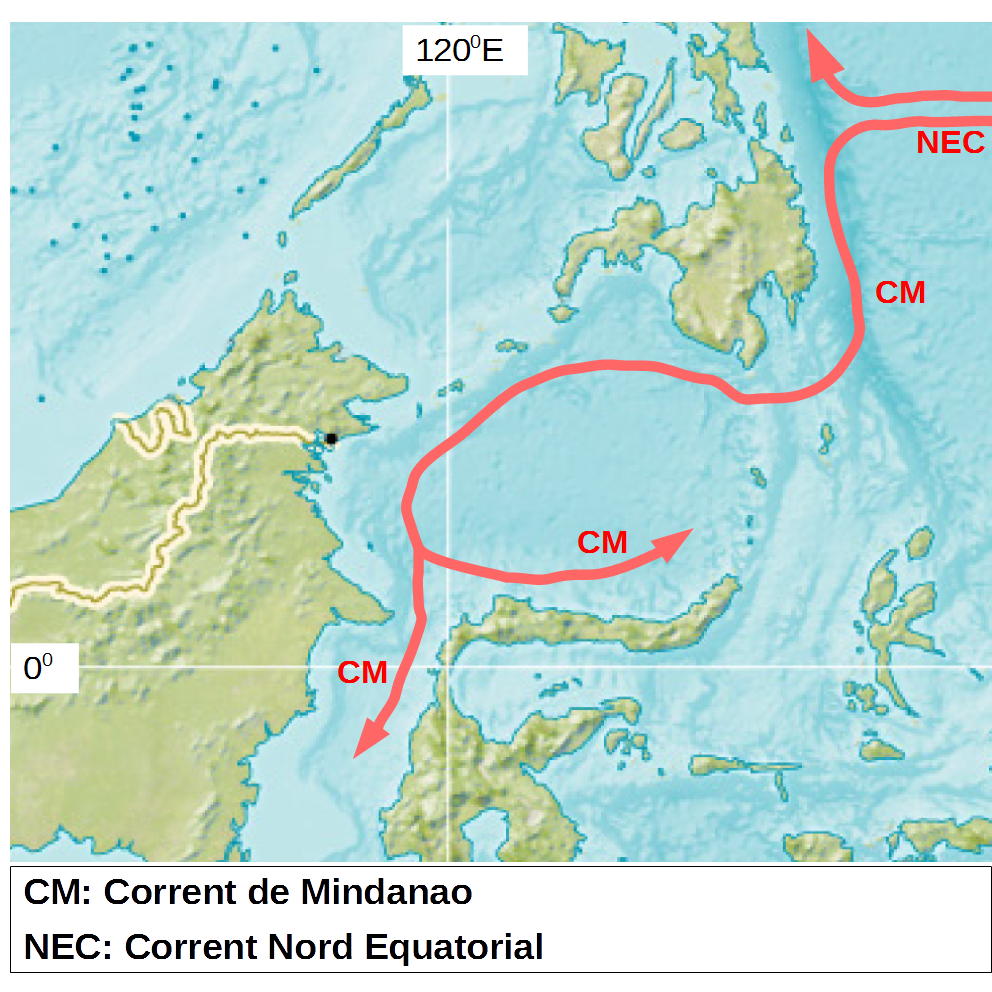
La corriente de Mindanao se origina tras dividirse la corriente Norte Ecuatorial al chocar contra el archipiélago de las Filipinas.

La corriente de Mindanao es una corriente oceánica a lo largo del lado oriental de la Filipinas meridionales. Es una corriente que fluye hacia el sur, estrecha, que empieza en la latitud 14°N con 13Sv incrementándose en fuerza hasta los 33Sv a 5.5°N. La corriente se divide antes de la costa del sureste de Mindanao donde una parte fluye ciclónicamente hacia el mar de Célebes más tarde alimentando la Contra-Corriente Ecuatorial del Norte mientras que otra parte alimenta directamente la Contra-Corriente Ecuatorial.